# 元亨寺
元亨寺，原名元興寺，又稱作打鼓巖元亨寺，舊稱巖仔、鼓山巖、打鼓巖，是位於臺灣高雄市鼓山區的一間佛教古剎，屬於禪門臨濟宗法脈，於清乾隆八年（1743年）創建，座落於壽山山麓，坐西面東，可鳥瞰高雄市區的市景。

## 歷史

### 清治時代
福建漳州經元大師始建於乾隆八年（1743年），據1764（乾隆29）年王瑛曾所撰《重修鳳山縣志》：「元興寺，在縣城南鼓山麓。乾隆八年，住僧經元募建。寺背山面海，門前有小港環之；圓林茂密，竹林、花果之屬甚盛。循曲徑而上，仰凌絕頂，俯瞰大海，為近邑聖概，有寺田數甲。」此為官方最早記載有關元亨寺的史料，元亨寺依山向海，寺前溪流環繞，寺產佔地有數甲之大，由此略知當時寺院盛況之梗概。圓林中樹木茂密、奇花百果隨處結放，為附近十八個庄頭（鼓山、哨船頭、鹽埕埔、旗後、赤竹、中洲、三塊厝、大港、大港埔、前金、頂苓雅寮、下苓雅寮、過田子、林德官、籬仔內、戲獅甲、前鎮、五甲）居民朝聖膜拜的古剎。
同治元年（1862年）富紳黃拱重修，未幾旋遭火焚。光緒17年（1891年）重建，更名元亨寺。

### 日治時代
大正15年（1926年）住持頌吉大師續建定名為「打鼓巖元亨寺」自此沿用至今。自鵬輝和尚（第十三代）之後，「元亨寺」經歷六任的住持（阿黑姑、利德和尚、含笑姑、頌吉和尚、頌覺和尚、明道和尚）後傳至日籍的東海宜誠和尚。

### 戰後現代
日籍東海禪師離台後，元亨寺於民國35年（1946年），禮聘愛姑任第二十一代住持。菩妙和尚於民國53年（1964年）9月20日（農曆8月15日）晉山元亨寺，為第二十六代住持。在任40年間秉持著「不忍眾生苦，不忍聖教衰」的悲願，開山闢地、蓽路藍縷，重興元亨寺昔日的風光。先後完成念佛會、興建大雄寶殿、創辦佛學院等三大宏願，對於其他寺務如分院設立、佛學教育、社會關懷、公益活動等不遺餘力的全力推動。其「老修行」與「慈悲王」的雅號不脛而走。民國63年（1974年）於舊殿後山奠基興建新建大雄寶殿，歷經十載。民國73年（1974年）農曆十月二十六日，坐落於壽山山麓的大雄寶殿竣工落成，民國84年（1995年）原舊大殿因年久失修安全堪虞，拆除重建成觀音殿、天王殿。民國89年（2000年）農曆十一月初八日觀音殿、天王殿竣工落成。民國93年（2004年）9月28日，舉行菩妙老和尚晉山四十週年退位暨淨明和尚陞座大典，統領大眾精進修行。

## 建築

### 天王殿
主祀彌勒菩薩，殿內兩側配祀統領四大部洲的四大天王，亦代表「風調雨順」。

### 觀音殿
主祭觀世音菩薩及善財、龍女兩位脅侍，除了新塑的觀音佛像外，亦保留舊大殿所供奉的華嚴三聖（釋迦牟尼佛、文殊菩薩、普賢菩薩）和送子觀音；同祀日治時期由北港朝天宮分靈而來的天上聖母以及元亨寺十八庄頭居民集資雕塑的註生娘娘，兩旁則供奉十八羅漢。

### 祖師堂
位於觀音殿左方，安奉元亨寺（元興寺）開山祖師及重興第一代祖師菩妙上人蓮位。 

### 大雄寶殿
主祀衡三世佛（三寶佛）：中央釋迦牟尼佛，東方藥師佛（另一說是東方阿閦佛），西方阿彌陀佛。每尊高有二丈六，由重達十六公噸的純銅鑄造，兩旁配祀文殊、普賢兩位脇侍菩薩，亦為銅鑄。大殿四周有十八羅漢像，內外壁上鑲有釋迦佛組示現一生的浮雕。

### 萬佛殿
主祀西方三聖（阿彌陀佛、觀世音菩薩、大勢至菩薩），因四周牆面有近萬尊的阿彌陀佛聖像，故稱「萬佛殿」，平時除提供給寺眾唸佛共修外，亦提供信眾閱藏靜修。

### 大梵鐘樓
大梵鐘樓內置大梵鐘，大梵鐘為日本製造，高約3公尺，直徑2公尺，重達20公噸，鐘上刻有整部《金剛經》銘文。每年農曆正月初一至初三春節期間，大梵鐘樓會開放信眾敲鐘祈福，農曆七月《盂蘭盆盛會》也會舉行敲幽冥鐘儀式。

### 法師樓
法師樓位於大雄寶殿和大梵鐘樓，占地約110坪，於民國76年（1987年）元月啟用。係一棟五層樓的建築，專用於招待長老法師和貴賓用。一樓有大型會議室；二樓至五樓有掛單寮房。

### 香雲樓
香雲樓位於元亨寺南側，於民國九十年（2001年）10月啟用，共有八個樓層，以推廣佛學教育及停車為主。

### 光明樓
光明樓位於南塔前方，於民國八十年（1991年）啟用，佔地約1000坪共有三個樓層。光明樓一樓供奉三尊泰國佛像，為每年中元盂蘭盆法會及各會會員大會的活動場地；二樓以週日佛學教育為主；三樓為住宿空間，除八關齋戒等大型法會外，亦是暑期佛學營的住宿空間。

### 般若寶塔（南塔）
般若寶塔係元亨寺的藏經閣，寶塔內現存放《漢譯南傳大藏經》等寶貴的藏經資料。一樓目前作為慈仁慈善會的會館。

### 金剛寶塔（北塔）
金剛寶塔為元亨寺納骨塔，建築仿日本奈良法隆寺風格。七層寶塔奉祀七寶如來（南無寶勝如來、南無離怖畏如來、南無廣博身如來、南無妙色身如來、南無多寶如來、南無阿彌陀如來、南無世間廣大威德自在光明如來），堪稱真正的七級浮圖，而地下室供奉地藏王菩薩除鎮守全塔以外，更彰顯地藏菩薩「地獄不空、誓不成佛」的大願。

## 文物

### 臨濟正宗歷代禪師墓碑
本碑於民國六十三年（1973年）6月21日元亨寺進行大雄寶殿興建工程時發現，依據碑刻文字內容知其為清乾隆三十七年（1772年）第一代參公、第二代成公、第四代香公之墓碑，本碑是否與元亨寺早期歷史有關，目前無其他文獻佐證，暫無法斷言。本碑因年代久遠，具歷史文化價值，其作為碑刻史料對研究清代中葉台灣南部佛教之傳布提供重要線索，故於2010年2月1日獲指定為高雄市文化資產一般古物類別。

## 定期法會
- 農曆正月1-3日：千佛法會。
- 農曆2月19日：觀音聖誕法會。
- 農曆4月8日：浴佛法會。
- 農曆6月19日：觀音成道法會。
- 農曆7月13-15：盂蘭盆法會。
- 農曆9月9日：重陽大悲懺法會。
- 農曆9月19日：觀音出家法會。

## 圖片輯

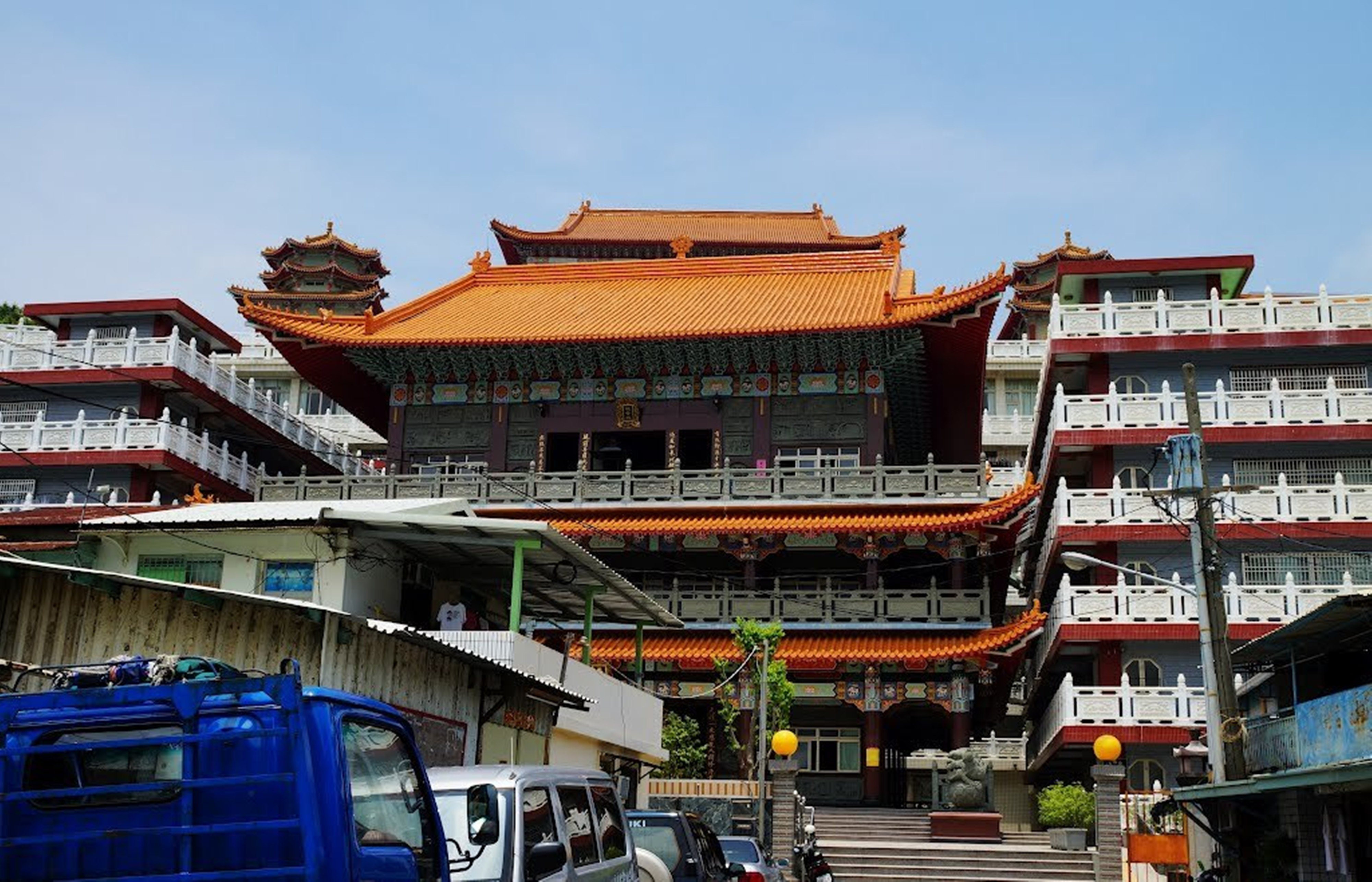
觀音殿和天王殿
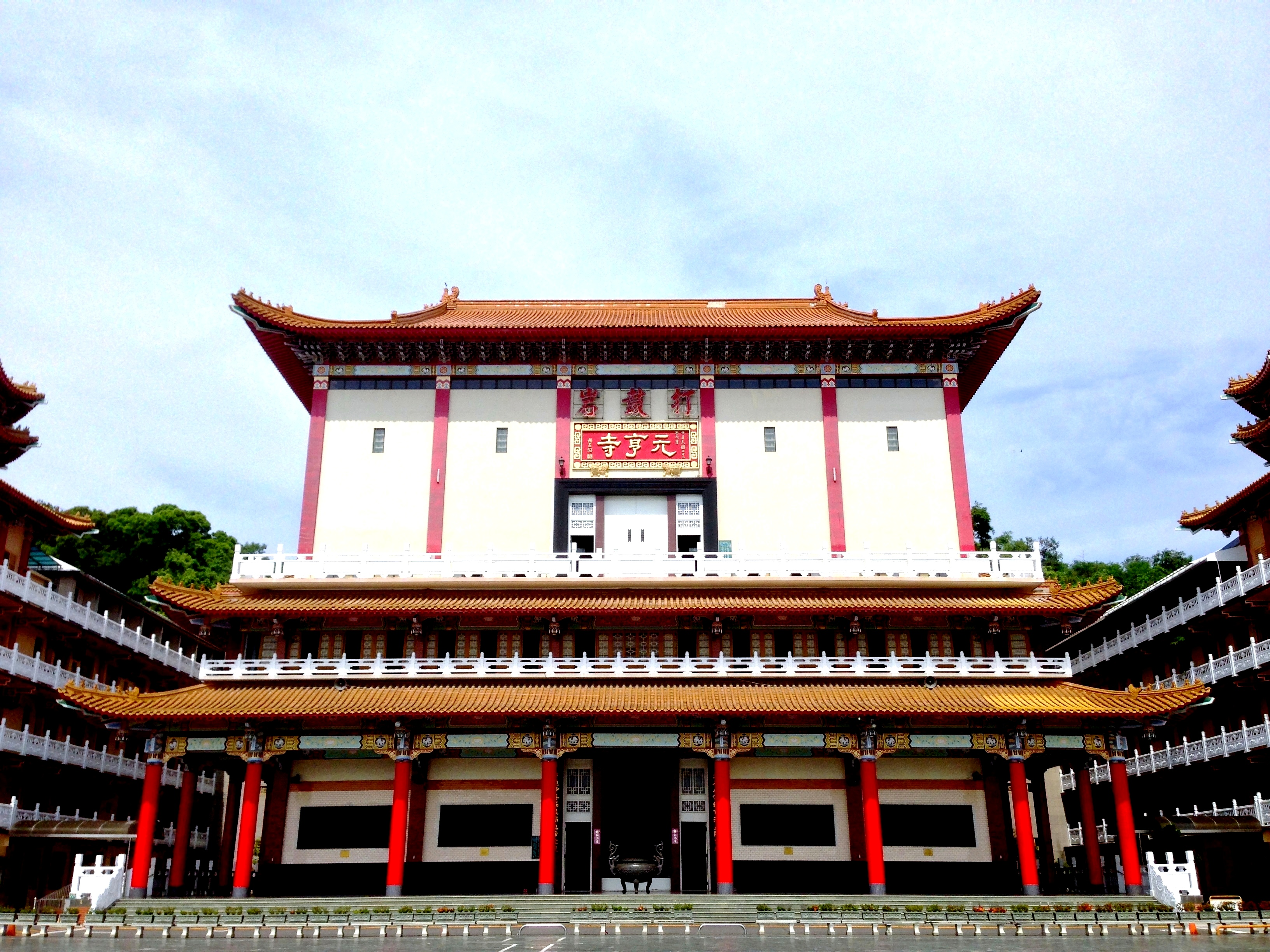
大雄寶殿和萬佛殿
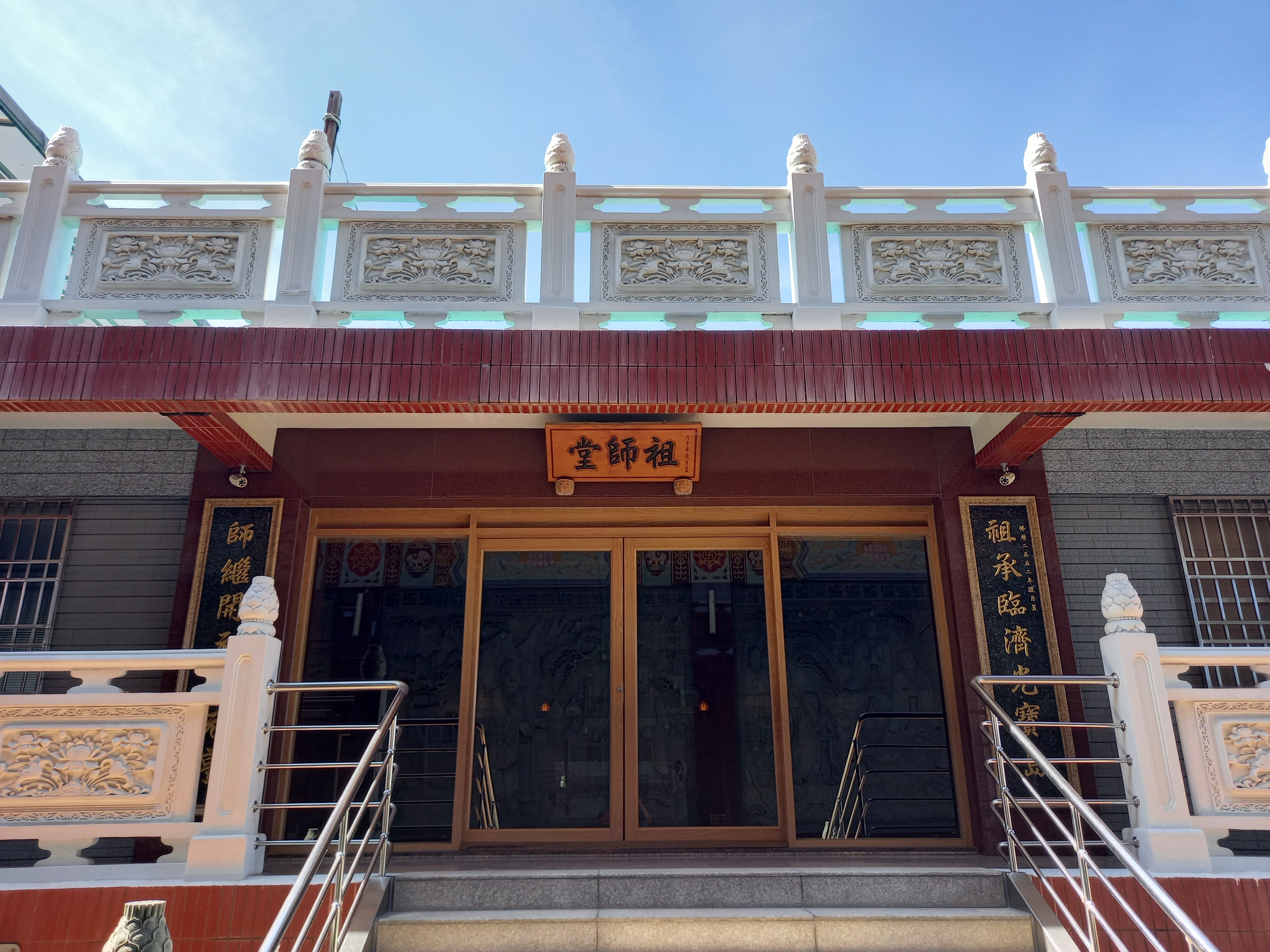
祖師堂
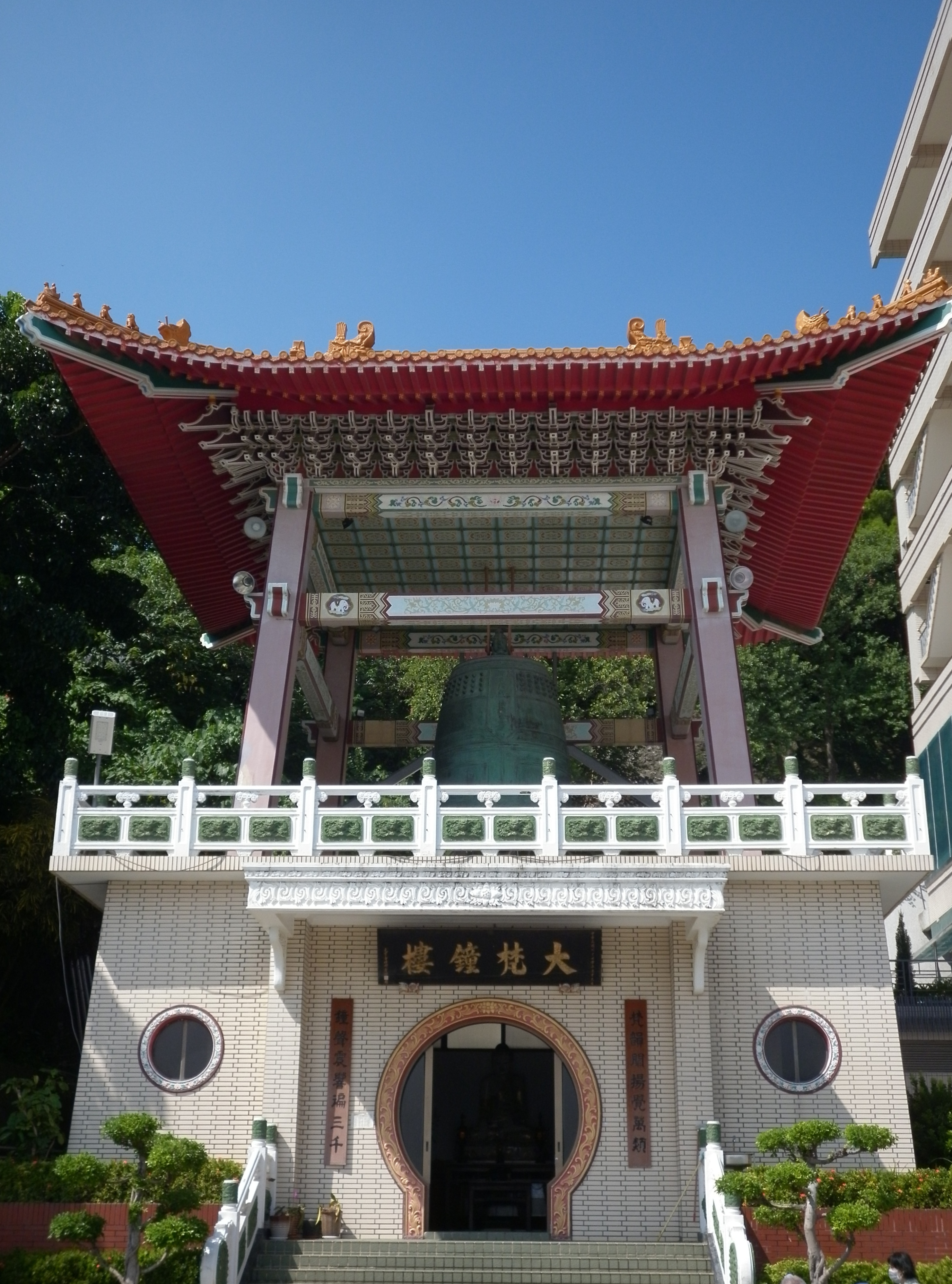
大梵鐘樓
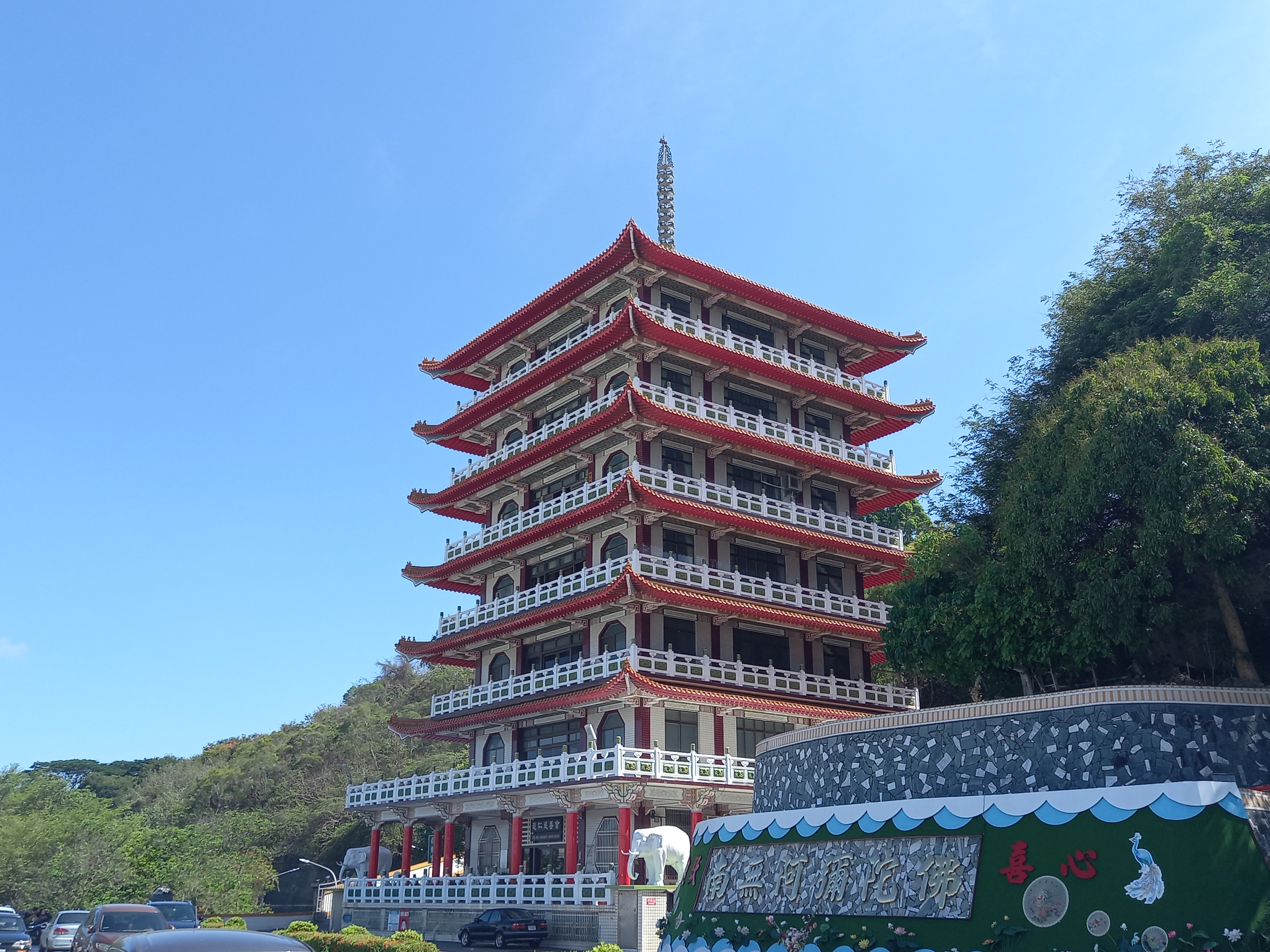
般若寶塔
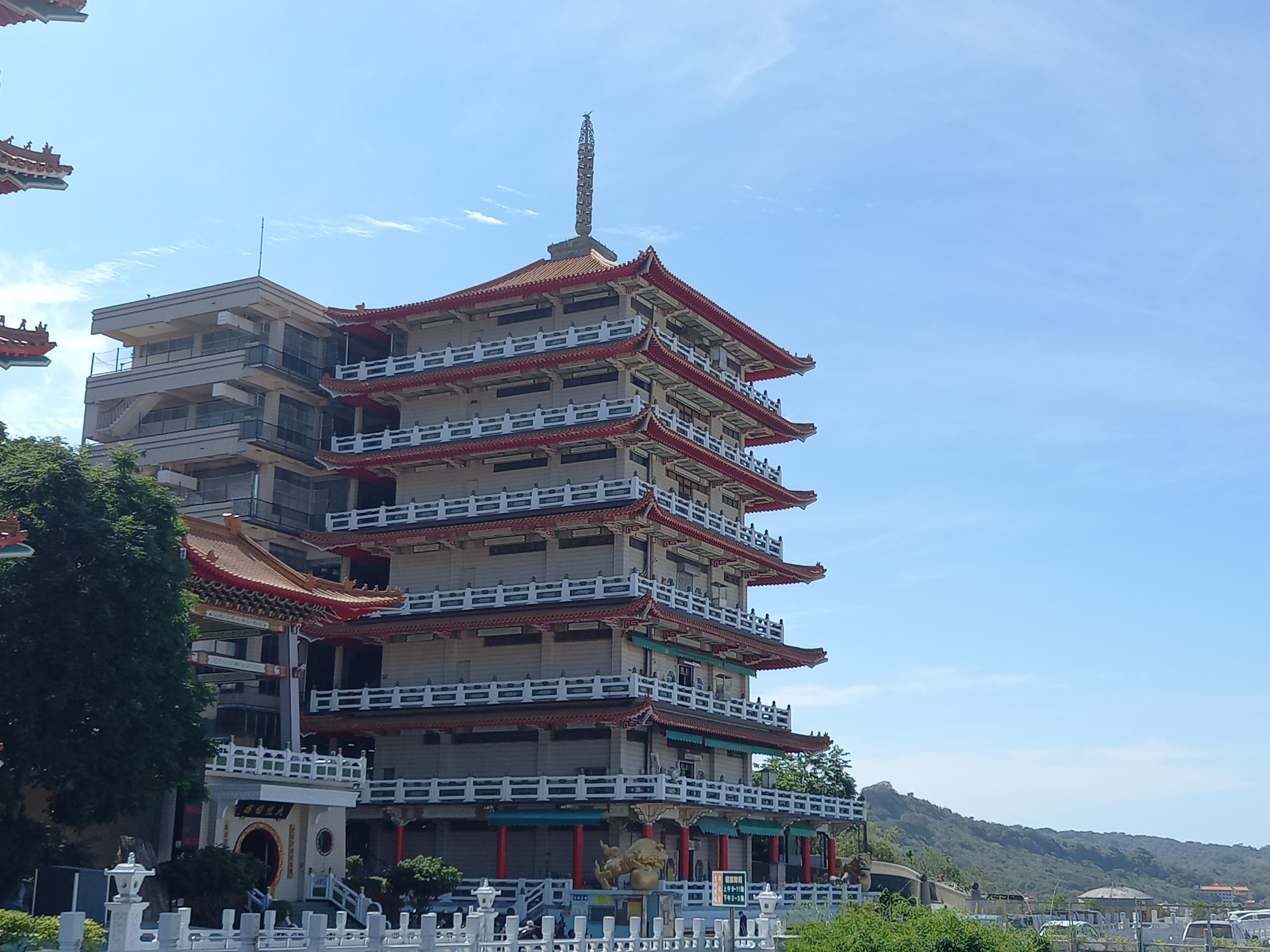
金剛寶塔
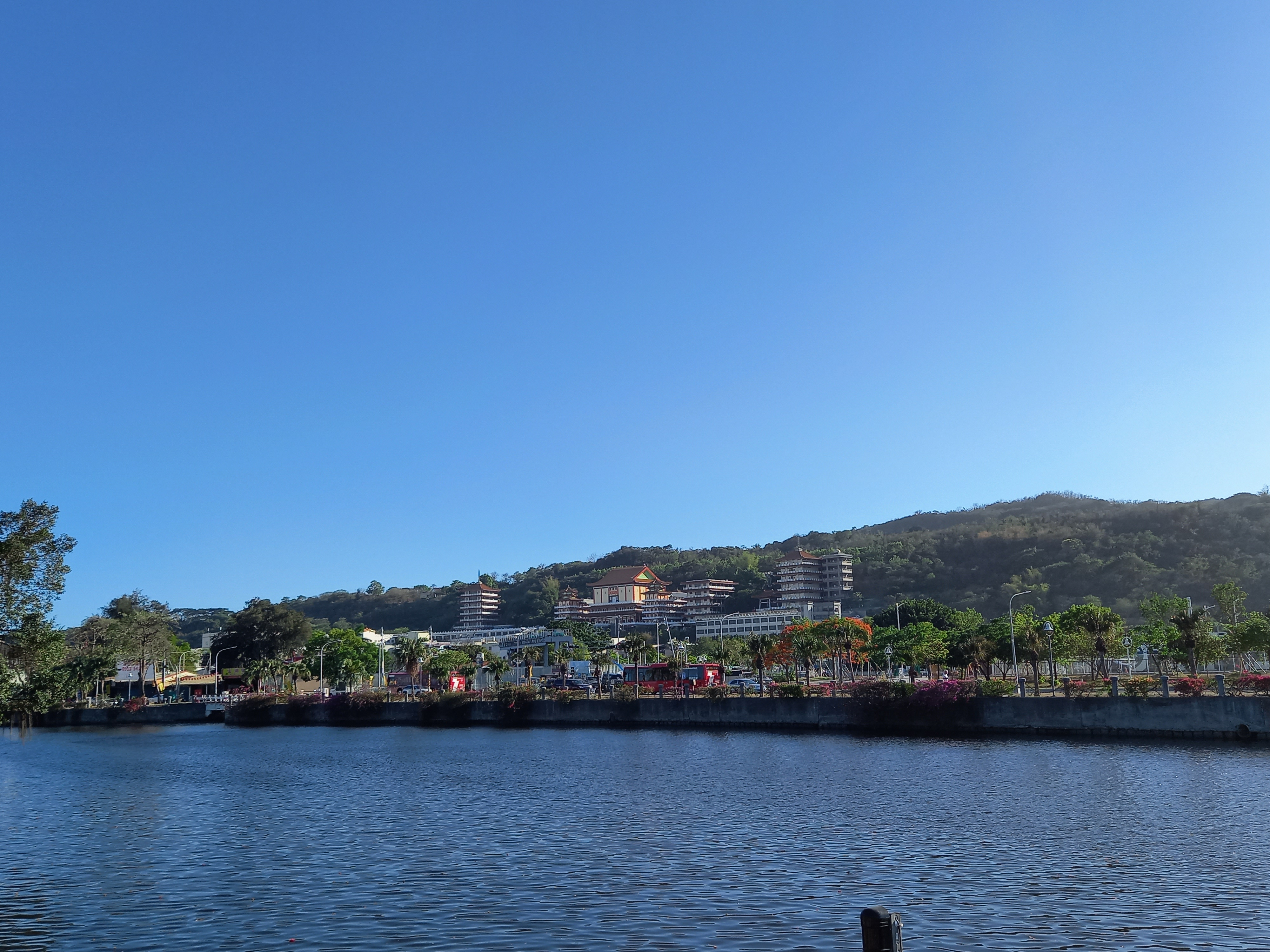
由愛河中都段望向壽山，可看見山腰上的元亨寺

## 外部連結
- 元亨寺 （页面存档备份，存于）（中文）

Template:壽山景點